# ジェームズ・ミル

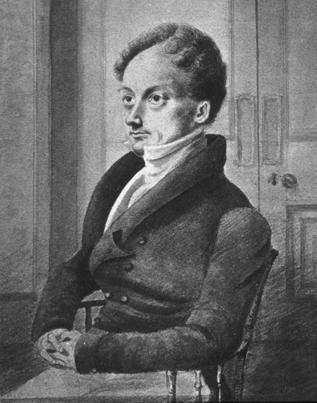
ジェームズ・ミル

ジェームズ・ミル（James Mill、1773年4月6日 - 1836年6月23日）は、イギリス・スコットランドの歴史家、哲学者にして経済学者である。ジョン・スチュアート・ミルの父、ベンサムの友人として知られるが、自身も功利主義者の重鎮である。著作に「英国領インド史」などがある。
スコットランドのアンガス生まれ。靴屋の子に生まれる。母はステュアート家とのつながりがある良家の出身で、そのためもあって一流の教育を受けてエジンバラ大学を卒業した。東インド会社の社員でもあった。

## 宗教観・道徳観
スコットランド長老派の信仰により育てられたが、若い頃にミルはジョーゼフ・バトラーの「宗教の類推 Analogy of Religion」というパンフレットを知り、天啓も自然宗教（理神論）もともに斥ける立場をとった。死後の世界や地獄を用いて現世の生活を律する当時のキリスト教を嫌悪の気持ちで見るようになり、やがてはルクレティウスのようにすべての宗教を道徳的悪として反対する。人類の起源については、神の起源と同じく知ることはできない、と主張した。
ミルの道徳上の理想像はソクラテスであり、息子のジョン・スチュアート・ミルにもその確信を植えつけた。人生観の点ではストア派・エピクロス派・犬儒学派の性格をそれぞれ受け継いでおり、実利的であるかどうか、ある行為が快楽を生むか苦痛を生むかで善悪の基準を設けた。しかし晩年には特に、支払わねばならない代償に見合うだけの快楽はほとんどない、と考えるようになった。ゆえに最大の徳は「節制」であり、これが教育の中心になるべきであるとした。
「感情」がむやみに強調される現代の風潮は、古代と比較して嘆かわしい習慣であり、正しい行為のためには障害となる、とも考えた。行為者の動機よりも行為そのものの善悪（効用）を判断すべきである、と言明した。

## インド観
ジェームズ・ミルの『英国領インド史』は、インド植民地行政官のバイブルと称された。この本でミルは、インド人は人を欺く気質を持っており、中国、ペルシア、アラビア、日本、コーチシナ、シャム、ビルマ、マレー、チベットなどの「下等な文明」「下等な国民」と同程度に下等であると評価した。

## 主な著作

Elements of political economy, 1826

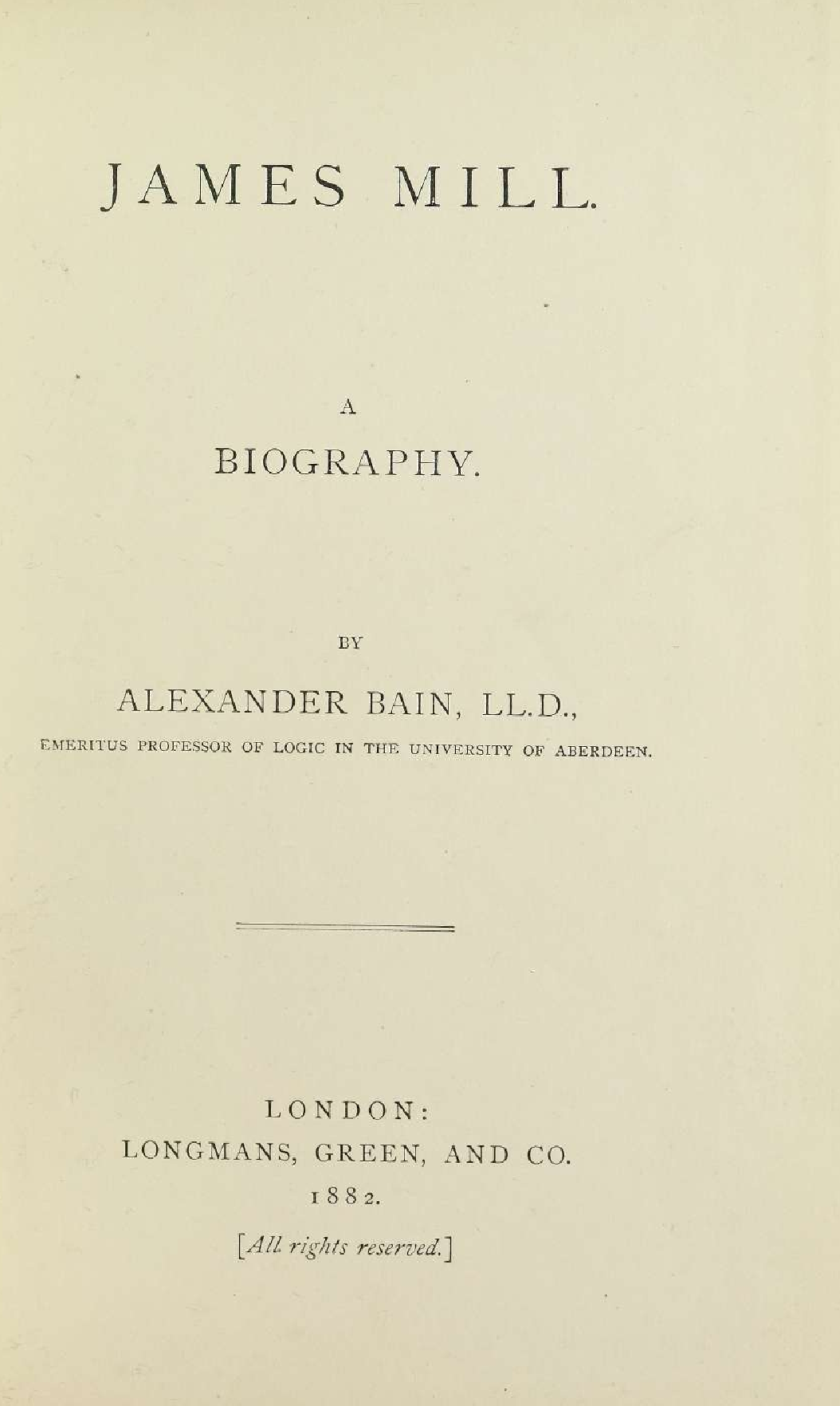
アレクサンダー・ベイン, James Mill. A biography, 1882

- 『穀物輸出報奨金という下策について　An Essay on the Impolicy of a Bounty on the Exportation of Grain』（1804年）
- 『公益におけるローダーデイル卿　Lord Lauderdale on Public Wealth』（1804年）
- 『商業の擁護 Commerce Defended』（1808年）
- 『貨幣と為替について　Thomas Smith on Money and Exchange』（1808年）
- 『英国領インド史　The History of British India』（3巻、1818年）
- 『統治論　An Essay on Government』（1820年）
- 『政治経済学の要素　Elements of Political Economy』（1821年）
- 『報道機関の自由　Liberty of the Press』（1823年）
- 『政府・法律学・報道の自由・教育・監獄と監獄規律に関する論考　Essays on Government, Jurisprudence, Liberty of the Press, Education, and Prisons and Prison Discipline』（1823年）
- 『人間精神の現象の分析　An Analysis of the Phenomena of the Human Mind』（2巻、1829年）
- 『投票に関する論考とマッキントッシュについての断章 Essay on the Ballot and Fragment on Mackintosh』（1830年）
- 『経済学は有用であるか　Whether Political Economy is Useful』（1836年）
- 『寛容の原理 The Principles of Toleration』（1837年）